# Ivar Aronsson
Ivar Aronsson (suec: Ivar Mauritz Aronsson)  (Romelanda parish, 24 de març de 1928 - municipi de Kungälv, 6 de febrer de 2017) fou un remer suec, guanyador d'una medalla olímpica.
El 1956 va prendre part en els Jocs Olímpics d'Estiu de Melbourne, on va disputar dues proves del programa de rem. Formant equip amb Olle Larsson, Gösta Eriksson, Evert Gunnarsson i Bertil Göransson guanyà la medalla de plata en la prova de quatre amb timoner, mentre en la prova de vuit amb timoner fou quart.
En el seu palmarès també destaquen dues medalles de plata al Campionat d'Europa de rem de 1955, quatre campionats mundials de veterans, un Campionats nòrdic i tretze campionats nacionals.